# Limnophila (Dasylimnophila) stuckenbergiana
Limnophila (Dasylimnophila) stuckenbergiana is een tweevleugelige uit de familie steltmuggen (Limoniidae). De soort komt voor in het Afrotropisch gebied.